# 越谷市立千間台中学校
越谷市立千間台中学校（こしがやしりつ せんげんだいちゅうがっこう）は、埼玉県越谷市三野宮に所在する公立中学校。

## 沿革
- 1984年（昭和59年）
  - 4月1日 - 生徒数増加により越谷市立北中学校より分離。越谷市立の中学校では15番目の開校。
  - 11月2日 - 校舎屋内運動場（体育館）竣工記念式典挙行。校章（当時の美術教諭・鎌田和夫がデザイン）、校歌（作詞は初代校長・埜口四郎　作曲は渡久地政信 編曲は服部克久）制定、校旗披露および校歌発表。この日を開校記念日に制定する。
- 1985年（昭和60年）11月2日 - 「希望の森」庭園完成。
- 1992年（平成4年）8月24日 - 校舎増改築竣工および校庭整地。
- 1993年（平成5年）11月20日 - 創立10周年記念式典・増改築落成記念式典。
- 1998年（平成10年）10月9日 - 校庭整備工事完了。
- 2000年（平成12年）3月27日 - 点字ブロック工事完了。
- 2002年（平成14年）3月20日 - 光ファイバー工事。校内LAN化完了。

## 学区
- 千間台西一丁目 - 六丁目の全域
- 三野宮の一部
- 恩間の一部
- 恩間新田の全域
- 西大袋土地区画整理事業地内（大道、三野宮）の一部
- 大竹の一部
- 新方川の越谷市寄の春日部市千間1丁目

## 著名な卒業生
- 森圭介
- 豆田泰志

## 生徒数
- 2009年以降は各学年170 - 200名、合計560 - 600名程度で推移している[2]。

## アクセス
せんげん台駅より朝日自動車で埼玉県立大学または獨協埼玉中学校・高等学校行き終点下車